# G15
Група 15 (G-15) — це неформальний форум, створений для розвитку співробітництва та забезпечення вкладу в діяльність інших міжнародних груп, таких як Світова організація торгівлі (СОТ) та Група семи (G-7). Він був створений на дев'ятій зустрічі на найвищому рівні Руху неприєднання в Белграді, Югославія, у вересні 1989 року, і складається з країн Латинської Америки, Африки та Азії з метою посилення зростання і процвітання.
Група 15 (G-15) фокусується на співпраці між країнами, що розвиваються, в галузі інвестицій, торгівлі та технологій. З тих пір число членів розширилося до 18 країн, але назва залишилася незмінною. Чилі, Іран і Кенія приєдналися до Групи 15 (G-15), в той час як Югославія більше не є частиною групи; Перу, держава-засновник, вирішила вийти з Групи 15 (G-15) у 2011 році.

## Структура та діяльність

### Мета
- Використовувати значний потенціал для більшої та взаємовигідної співпраці між країнами, що розвиваються;
- Проводити регулярний огляд впливу світової ситуації та стану міжнародних економічних відносин на країни, що розвиваються;
- Служити форумом для регулярних консультацій між країнами, що розвиваються, з метою координації політики та дій;
- Визначити та запровадити нові та конкретні схеми співробітництва Південь-Південь[en] та мобілізувати для них більш широку підтримку;
- Продовжувати більш позитивний та продуктивний діалог Північ-Південь[en] та знаходити нові шляхи вирішення проблем у спільній, конструктивній та взаємній підтримці.

За задумом G-15 уникала створення адміністративної структури, подібної до міжнародних організацій, таких як Організація Об'єднаних Націй або Світовий банк; але G-15 має Центр технічної підтримки (TSF), розташований у Женеві. TSF функціонує під керівництвом Голови на поточний рік. TSF надає необхідну підтримку діяльності G-15 та її цілям.